# Separador
En la industria del embalaje, un separador es una plancha de cartón que se utiliza como individualizador de producto dentro del embalaje o como base de las camadas de producto colocadas sobre el palet. Así, lo encontramos en artículos que se transportan agrupados tan solo por el film retráctil como paquetes de azúcar, paquetes de arroz, botellas de agua, etc.
Por la función a que están destinados, los separadores no necesitan de unas especiales características físicas, salvo en casos puntuales. Tal ocurre con las botellas de vidrio en que se le exige una alta resistencia al estallido ya que la plancha se sitúa entre el cuello de la botella inferior y la base de la superior soportando por ello una alta presión.
- Datos: Q6125075